# Alan-Werk
Das  Alan-Werk war ein deutsches Unternehmen zur Herstellung von Automobilen, das zwischen 1923 und 1925 in Bamberg ansässig war.
Es wurde ein kleiner 6/30-PS-Wagen hergestellt, der einen Motor von Siemens & Halske besaß.